# عبد الرزاق الربيعي
عبد الرزاق جبار عطية الربيعي (1961) شاعر وكاتب مسرحي وصحفي عراقي - عماني ولد ببغداد مجاز في اللغة العربية من جامعة بغداد عمل في المجال الثقافي والصحفي، في دار ثقافة الأطفال العراقية عندما كان الشاعر عبد الرزاق عبد الواحد المدير العام لها، وعمل في
مجلة أسفار والجمهورية يقيم في سلطنة عمان منذ عام 1998 ويحمل الجنسية العمانية منذ يونيو 2016 نائب رئيس مجلس إدارة النادي الثقافي في سلطنة عمان وله عدة دواوين شعرية ومؤلفات ادبية ومسرحيات قدمت في مسارح عربية مختلفة إضافة إلى المهرجانات والندوات الشعرية والادبية

## سيرته
ولد عبد الرزاق الربيعي في سنة 1961 ببغداد في منطقة كرادة مريم ونشأ الربيعي في مدينة الثورة حصل على بكلوريوس في اللغة العربية من كلية الآداب جامعة بغداد 1986/1987. غادر العراق عام 1994 متوجها نحو الأردن فعمل في الصحافة الثقافية في جريدة الرصيف وكان يواصل كتاباته الأخرى في صحيفة الدستور والرأي. وفي اواخر شهر تشرين الثاني من عام 1994 بدأت هجرته الثانية نحو صنعاء حيث اشتغل في التدريس الثانوي وعمل محاضرا في جامعة صنعاء إضافة لممارسته العمل الصحفي في الصحف اليمنية وفي مجلة اصوات، وفي الوقت ذاته كان مراسلا لجريدة الزمان اللندنية والفينيق الأردنية. شهدت صنعاء عرض أول مسرحية له وهي آه ايتها العاصفة عام 1996 من إخراج الفنان كريم جثير، ثم انتقل بها إلى كندا حيث عرضها بتورنتو خلال مهرجان مسرح المضطهدين العالمي ومدينة مونتريال 
اما هجرته الثالثة فقد كانت نحو سلطنة عمان حيث غادر صنعاء في تشرين الثاني من عام 1998 متوجها نحو العاصمة مسقط لتكون مستقره فيما بعد. كان عمله منصبا في العملية الابداعية حيثما حلّ فقد اشتغل في التدريس أيضا ليدرّس اللغة العربية وعمل في الصحافة الثقافية وصولا لرئاسة القسم الثقافي والفني في جريدة الشبيبة اليومية إضافة لعمله كمراسل لصحيفة الزمان اللندنية ومجلة الصدى ومجلة دبي الثقافية، وكان مواصلا الكتابة في مجلة نزوى الثقافية. كانت اشتغالاته المسرحية تجد طريقها نحو الخشبة والانتشار
لاقت دواوينه منذ بداياته في النشر عام 1986 ترحيبا نقديا، ودراسات، وهناك كتابات نقدية لكثيرين كالدكتور عبدالعزيز المقالح وصلاح فضل
,حاتم الصكر، عبدالملك مرتاض، وجدان الصائغ، ياسين النصير، محمد الغزّي، فيصل القصيري
امتاز الشاعر عبد الرزاق الربيعي بحضوره اغلب المهرجانات والندوات والملتقيات الثقافية العربية الشهيرة اغلبها في العراق كمهرجان بابل الدولي و مهرجان المربد الشعري وسلطنة عمان كندوات مجلس الدولة ومركز السلطان قابوس والامارات كمهرجان الفجيرة الدولي للمونودراما ومهرجان الشارقة للشعر العربي والاردن كمهرجان الرمثا ومهرجان الثريا الشعري وفي السعودية مهرجان الجنادرية ومهرجان بعقلين الشعري في لبنان ومهرجان المهدية ومهرجان ابن رشيق المسرحي في تونس

## مواقف في حياته

### مع الشاعر عبد الرزاق عبد الواحد
عمل مع الشاعر عبد الرزاق عبد الواحد في دار ثقافة الأطفال عندما كان عبد الرزاق عبد الواحد المدير العام لها فأتاح له العمل فرصة الالتقاء شبه اليومي به، ففي عام 1986 اصدر الربيعي ديوانه الأول «إلحاقا بالموت السابق» وطلب منه أن يكتب له مقدّمة، فلم يمانع، وبعد يومين كتب المقدّمة ولم تكن مقدّمة تقليدية، بل أقرب ما تكون للنص النثري، عنوانها هو خواطر عن عبد الرزاق الربيعي

### مع الشاعر عبد الوهاب البياتي
في العام 1984 وصل الشاعر العراقي عبد الوهاب البياتي من إسبانيا لحضور فعاليات «مهرجان الأمة الشعري» الذي أقامه «منتدى الأدباء الشباب» في بغداد، الذي كان يديره مجموعة من الشعراء الشباب كان المهرجان كبيراً فعلاً، وحضرته شخصيات أدبية وفنية عربية وعالمية كبيرة في فندق الرشيد التقى به عبد الرزاق وتبادلا الاحاديث قال له البياتي حينها لا أمتلك شيئا من كتبي أهديه لك ولكن سأهدي لك نسخة من كتاب (دروب الغجر) للشاعر والمفكر التونسي محمد بن صالح، وفيه فصل عني يضم الكتاب فصولا عن ارغون وناظم حكمت ولوركا وعبد الوهاب البياتي وطلب منه أن يرسم توقيعه في الصفحة الأولى من الكتاب ففعل.
وفي زيارته السنوية لبغداد أثناء انعقاد مهرجان المربد عام 1987، سلّمه عبد الرزاق بحث تخرجه من مرحلة البكالوريوس، بكلية الآداب الذي أشرف عليه المرحوم الدكتور جلال الخياط، وكان عنوانه"الدلالة الرمزية للمرأة في شعر عبد الوهاب البياتي " فاحتفى به ونشر على حلقات في جريدة الأنباء الكويتية عام 1988 أصبح عبد الرزاق من المقربين للشاعر البياتي اهدى له قصيدة نبوءة الدب الأكبر" وأنشدها بحضوره في جلسة شاركهم فيها الشاعر جواد الحطاب والشاعر عدنان الصائغ
وذات يوم، كان البياتي ينوي الانتقال إلى بيت جديد وقد تطوع عبد الرزاق والشاعر عدنان الصائغ لمساعدته في الانتقال إلى محل سكنه قرب ملعب الشعب الدولي في بغداد

### مع الشاعر سليمان العيسى
في الأيّام الأخيرة من عام 1995، وفي مركز البحوث والدراسات اليمني بشارع بغداد، بصنعاء، كان يقام في المركز مجلس ادبي وثقافي كبير يحظره نخبة من الشعراء والاكاديميين العرب فقد كان يجلس فيه الشاعر عبد العزيز المقالح والشاعر محمد عبدالسلام منصور ثم سليمان العيسى، ود.شاكر خصباك، ود.عبد علي الجسماني، ود.علي جعفر العلاق، ود.إبراهيم الجرادي، ود.حاتم الصكر وعبدالواسع الحميري وكان الشاعر عبد الرزاق الربيعي من الحضور وبعد أن انتهى من قراءة قصيدة «أصابع فاطمة» قوبلت بالثناء عليها، باستثناء شاعر كبير كان يصغي له باهتمام شديد، ظلّ صامتا، كان ذلك الشاعر هو الراحل سليمان العيسى، واكتفى بالتصفيق، وعلامات الارتياح، ثم اخرج قصاصة من جيبه وقلما، ودوّن شيئا ما، وحين لاحظ انشغال الحضور، بامرٍ عارض، نهض من مكانه، ودسّ بين يديّ عبد الرزاق تلك القصاصة، وعاد إلى مكانه، وبقلق تلميذ يتسلّم نتيجة امتحان، فتح القصاصة، وقرأ الكلمات التي سطّرها الشاعر الراحل، ثم اشار عبد الرزاق إليه برأسه بالامتنان، فبادله العيسى الإشارة، بانحناءه كان المكتوب في القصاصة
"الحبيب عبد الرزاق
قصيدتك الجديدة أحلى وأمتع ماسمعت لك حتى الآن
لي ملاحظة صغيرة، هل تسمح؟
لاتكثر الماء فوق النبيذ
اللذيذ اللذيذ
أنا تعلّمت هذا أخيرا
عمّك سليمان"
فلم يشأ أن يوجّه الملاحظة أمام الجميع، رغم أنّها ملاحظة عاديّة وبالوقت نفسه لم يتجاوزها تمثلت لعبد الرزاق درسا في الكتابة

## المناصب التي تقلدها
تقلّد عدة مسؤوليات ومواقع من بينها:
- عمل في الصحافة الثقافية والفنية في بغداد وصنعاء ومسقط منذ عام1980-2016

- التحق بالعمل كمحرر في دار ثقافة الأطفال العراقية عام 1980 في بغداد
- انضمّ لهيئة تحرير مجلة «أسفار» عام 1985 في بغداد
- انضم إلى القسم الثقافي بجريدة" الجمهورية" عام 1991 ثم تسلم رئاسة القسم الفني والمنوعات فيها عام 1992 في بغداد
- رئيس نادي الطفولة ببغداد عام 1993

- في صنعاءعمل في مجلة أصوات التي تصدر عن مركز الدراسات والبحوث اليمني عام 1995،
- ساهم في مجلة نزوى منذ انتقاله للسلطنة عام 1998
- عمل وترأس القسم الثقافي والفني بجريدة الشبيبة عام 2003 لغاية 2012
- عمل مراسلا لعدد من المجلات الثقافية الخليجية كالصدى ودبي الثقافية والإتحاد والشارقة الثقافية والفينيق من عام 1999 حتى اليوم
- عمل باحثا ثقافيا في مركز البحوث والدراسات بوزارة الإعلام العمانيّة 2012-2021
- مدير تحرير صحيفة«أثير» الألكترونية عام 2013
- رئيس تحرير صحيفة«اثير» الالكترونية عام 2016
- نائب رئيس مجلس إدارة النادي الثقافي في سلطنة عمان 2020 حتى الآن[14][15]
- عضو نقابة الصحفيين العراقيين عام 1981
- عضو اتحاد الصحفيين العرب عام 1982
- عضو اتحاد الأدباء العراقيين عام 1986
- عضو اتحاد الأدباء العرب عام 1994[16][17][18]

## مؤلفاته
- الحاقا بالموت السابق، ديوان شعر، بغداد، 1987
- نجمة الليالي، ديوان شعر للأطفال، بغداد،1988
- الشعر العراقي الجديد، ديوان شعر مشترك، عمّان،1994
- حدادا على ماتبقى، ديوان شعر، بغداد، 1992
- وطن جميل، ديوان شعر للأطفال، بغداد،1996
- موجز الاخطاء، ديوان شعر، جنيف،1999
- جنائز معلقة، ديوان شعر، مسقط،2000
- أمير البيان عبد الله الخليلي بالاشتراك مع (سعيد النعماني)مسقط2000
- شمال مدار السرطان، ديوان شعر، مدريد،2001
- غدا تخرج الحرب للنزهة، صنعاء 2004
- الصعاليك يصطادون النجوم، مسرحيات، القاهرة، 2004
- لايزال الكلام للدوسري، بوح الحوارات المنامة 2004
- كواكب المجموعة الشخصية القاهرة 2004
- خذ الحكمة من سيدوري، منشورات بابل 2006
- مدن تئن وذكريات تغرق، وقائع إعصار (جونو) العصيبة- بيروت 2008م
- ماوراء النص، مقالات، القاهرة 2009
- مقعد فوق جبل شمس، حوارات في الثقافة العمانية المنامة 2010
- أبنية من فيروز الكلمات طواف على أجنحة«سعيد الصقلاوي» المنامة 2010
- قميص مترع بالغيوم القاهرة 2010
- 14ساعة في مطار بغداد القاهرة 2010
- يوميات الحنين مسقط 2011
- راهب القصيدة عبد العزيز المقالح المنامة 2011
- تحولات الخطاب النصي دمشق2011
- عدنان الصائغ عابرا نيران الحروب إلى صقيع المنافي المنامة 2013
- يوميات الحنين ج2 مسقط 2013
- خطى.. وأمكنة من أدب الرحلات مسقط 2013
- على سطحنا طائر غريب نصوص مسرحيّة مسقط 2013
- غرب المتوسط وقوافل أخرى عمان 2014
- صعودا إلى صبر أيّوب شعر بيروت 2014
- طيور سبايكر بغداد 2014
- في الثناء على ضحكتها مسقط 2015
- خرائط مملكة العين دبي 2015
- قليلا من كثير عزّة مسقط 2016
- حلاق الاشجار مسقط 2017
- دهشة ثلاثية الأبعاد مسقط 2018
- حكايات تحت اشجار القرم مقالات عمان 2018
- خطوط المكان..دوائر الذاكرة المنامة 2019
- الأعمال الشعرية جُمعتْ في ثلاث مجلّدات بيروت وبغداد 2019-2021
- نهارات بلا تجاعيد شعر عمان 2021
- شياطين طفل الستين مسقط 2021[19][20]

### مسرحياته
قدّمت له العديد من النصوص على خشبات المسارح العمانية، والعربية وشارك بعضها في مهرجانات دولية
- اه ايتها العاصفة، إخراج كريم جثير في صنعاء 1996 أعيد تقديمها في تورنتو عام 1997[21]،
- كأسك يا سقراط (مسرحية شعرية) عرضت في أيام الشارقة المسرحية إخراج محمد شيخ زبير 2004
- البهلوان، إخراج رسول الصغير في هولندا عام 1997 وفي مهرجان المسرح الكويتي عام 2004 وفي الاردن في العام نفسه وايضا المسرح الوطني ببغداد عام 2005[22]
- الكأس، قدمتها كلية التربية جامعة عبري في محافظة الظاهرة عام 2007 وشاركت في المهرجان الجامعي الخامس الذي أقامته جامعة السلطان قابوس إخراج وداد البادي
- أمراء الجحيم، إخراج فاروق صبري قدمها في اوكلاند بنيوزيلندا 2006 وهولندا والدنمارك وأربيل[23]
- على سطحنا طائر غريب سبع مسرحيات جمعت في كتاب وطبعت في لندن عام 2018 وترجمت إلى اللغة الانجليزية[24]
- لا أحد يطرق بابي إخراج فاروق صبري 2010[25]
- ذات صباح معتم إخراج طالب كحيلان تقديم فرقة ظفار المسرحية 2009 مهرجان المسرح العماني الثالث مسقط أعيد عرضها في الجزائر 2010 أعيد عرضها بالعاصمة الأردنية عمّان 2011[26]
- ضجة في منزل باردي إخراج سعيد عامر باريس 2013 اعيد عرضها في المنامة 2015 مهرجان جلجامش [27]
- كهرمانة مسرحية للأطفال إخراج طالب الوهيبي مسقط 2014[28]
- ضياع إخراج حسين علي صالح، إشراف قحطان زغيّر بغداد 2016[29]
- بنت الصياد إخراج: خليفة الحراصي، مسقط 2017[30]
- مطبخ الحكايات إخراج خليفة الحراصي مسقط 2020
- انوار المسيرة إخراج خليفة الحراصي مسقط 2020[31]

## كتب عنه
- مزامير السومري قراءات في المنجز الشعري والمسرحي للشاعر عبد الرزاق الربيعي. تاليف رشا فاضل عام 2010 [32]
- عشبة جلجامش – جماليات الإيقاع في شعر عبد الرزاق الربيعي تاليف ناصر أبوعون الأردن-2013[33]
- بلاغة القصيدة الحديثة قراءات في شعريّة عبد الرزاق الربيعي د علي صليبي المرسومي دمشق 2015 [34]
- القصيدة بين مرجعية الذات وحداثة المحتمل النصي - قراءة في عوالم شعرية عبد الرزاق الربيعي حيدر عبد الرضا بغداد 2017[35]

### دراسات أكاديمية
نال شعره اهتمام طلبة الماجستير والدكتوراه في الجامعات العراقية ومن الرسائل التي كتبت عن شعره
- القصيدة المركّزة في شعر عبد الرزاق الربيعي رسالة أكاديمية تقدم بها الباحث طلال زينل لنيل درجة الماجستير في النقد الحديث من جامعة الموصل عام 2011 ثم تم تحويلها إلى كتاب [36]
- تمثّلات الفقد في شعر عبد الرزاق الربيعي - جامعة سامراء، 2021[37]
- العتبات النصية في شعر عبد الرزاق الربيعي رسالة ماجستير 2021 جامعة ذي قار[38]
- شعر عبد الرزاق الربيعي - دراسة في الأداء الشعري- رسالة دكتوراه 2021 جامعة القادسية[39]
- الرثاء الاسترجاعي - جماليات اللحظة الهاربة في شعر عبد الرزاق الربيعي بحث ترقية بجامعة الموصل[40]

## الجوائز
- جائزة قصيدة الطفل وزارة الاعلام العراقية بغداد 1984[41]
- فاز ديوانه «قليلا من كثير عزة» بجائزة أفضل إصدار عماني 2016[42]
- الجائزة الذهبية لمسرحية كاسك ياسقراط كأفضل عرض متكامل في فعاليات الأيام الوطنية الجزائرية التي اقيمت في ولاية سكيكدة في الجزائر 2017[43]
- جائزة الشارقة للتاليف المسرحي لنص «خريف الجسور» المركز الثالث عام 2018[44]
- جائزة أفضل عرض متكامل لعرض مسرحية «زمن للموت» للمخرج احمد الزدجالي في منطقة الباطنة في مسابقة ابداعات شبابية عام 2018 وفاز العرض بالمركز الثالث على مستوى أندية السلطنة 2018[45]
- جائزة أفضل نص بالمهرجان الدولي لمسرح الطفل حيث فازت «بنت الصياد» في مدينة الناظور المغربية عام 2019[46]
- جائزة أفضل كلمات عن عرض «حلاق الاشجار» لفرقة الوطن القطرية الموسم المسرحي القطري عام 2019[47]